# KSK De Jeugd Lovendegem
Maillots
Dernière mise à jour : 3 août 2017.
Le Koninklijke Sportkring De Jeugd Lovendegem est un club de football belge localisé à Lovendegem. Porteur du matricule 4732, le club a évolué durant 12 saisons dans les séries nationales, toutes au quatrième niveau national. Il évolue en deuxième provinciale lors de la saison 2017-2018.

## Histoire
Le Sportkring De Jeugd Lovendegem est fondé en 1945, juste après la fin de la Seconde Guerre mondiale. Il s'affilie à l'Union Belge deux ans plus tard, et reçoit le matricule 4732. Le club débute au plus bas niveau provincial, et grimpe dans la hiérarchie au fil des années. En 1974, le club atteint pour la première fois de son Histoire la Promotion, le quatrième et dernier niveau national. L'expérience est de courte durée, le club étant relégué après une seule saison. 
Il faut attendre 1993 pour revoir Lovendegem en nationales. Cette fois, le club parvient à se maintenir assez facilement en milieu de classement. Mieux, au terme de la saison 1995-1996, il se qualifie pour le tour final pour la montée en Division 3 grâce à sa quatrième place. Après une victoire sur Torhout, il est éliminé aux tirs au but par le Stade Louvain. Le 7 novembre 1997, il est reconnu « Société Royale » et ajoute le suffixe « Koninklijke » à son appellation officielle. En fin de saison, il se qualifie à nouveau pour ce tour final, mais est battu d'emblée par Hekelgem. Les résultats sont moins bons par la suite, et le club finit par être relégué en 2000.
Après deux saisons en première provinciale, Lovendegem revient en Promotion. Au terme de sa première saison, le club termine barragiste, et n'assure son maintien que grâce à une victoire sur la Jeunesse Rochefortoise. Deux ans plus tard, le club est de nouveau barragiste, et se maintient en Promotion via une victoire face au Tempo Overijse. Mais l'année suivante, le club termine avant-dernier, et est relégué en provinciales en 2006. Trois ans plus tard, le club chute encore d'un niveau, et se retrouve en deuxième provinciale. Il remonte parmi l'élite provinciale à l'entame de la saison 2012-2013.

## Résultats dans les divisions nationales
Statistiques arrêtées au 24 juin 2013

### Bilan
| Niv | Divisions     | Jouées | Titres | TM Up | TM Down |
| --- | ------------- | ------ | ------ | ----- | ------- |
| I   | 1re nationale | 0      | 0      |       |         |
| II  | 2e nationale  | 0      | 0      |       |         |
| III | 3e nationale  | 0      | 0      |       |         |
| IV  | 4e nationale  | 12     | 0      | 2     | 2       |
| V   | 5e nationale  | 0      | 0      |       |         |
|     |               |        |        |       |         |
|     | TOTAUX        | 12     | 0      | 2     | 2       |

- TM Up : test-match pour départager des égalités, ou toutes formes de Barrages ou de Tour final pour une montée éventuelle.
- TM Down : test-match pour départager des égalités, ou toutes formes de Barrages ou de Tour final pour le maintien.

### Classements saison par saison
| Ordre               | Saison  | Nom du club            | Niveau            | Classement final | Remarques   |
| ------------------- | ------- | ---------------------- | ----------------- | ---------------- | ----------- |
| 1                   | 1974-75 | SK De Jeugd Lovendegem | Promotion série A | 14e/16           | Relégué!    |
| séries provinciales |         |                        |                   |                  |             |
| 2                   | 1993-94 | SK De Jeugd Lovendegem | Promotion série A | 10e/16           |             |
| 3                   | 1994-95 | SK De Jeugd Lovendegem | Promotion série A | 9e/16            |             |
| 4                   | 1995-96 | SK De Jeugd Lovendegem | Promotion série A | 4e/16            | Tour final! |
| 5                   | 1996-97 | SK De Jeugd Lovendegem | Promotion série A | 8e/16            |             |
| 6                   | 1997-98 | SK De Jeugd Lovendegem | Promotion série A | 3e/16            | Tour final! |
| 7                   | 1998-99 | SK De Jeugd Lovendegem | Promotion série A | 6e/16            |             |
| 8                   | 1999-00 | SK De Jeugd Lovendegem | Promotion série A | 16e/16           | Relégué!    |
| séries provinciales |         |                        |                   |                  |             |
| 9                   | 2002-03 | SK De Jeugd Lovendegem | Promotion série A | 13e/16           | Barrages!   |
| 10                  | 2003-04 | SK De Jeugd Lovendegem | Promotion série A | 11e/16           |             |
| 11                  | 2004-05 | SK De Jeugd Lovendegem | Promotion série A | 13e/16           | Barrages!   |
| 12                  | 2005-06 | SK De Jeugd Lovendegem | Promotion série A | 16e/17           | Relégué!    |
| séries provinciales |         |                        |                   |                  |             |